# (5564) 1991 VH2
(5564) 1991 VH2 (1991 VH2, 1973 FL1, 1987 WO4, 1990 OT1) — астероїд головного поясу, відкритий 9 листопада 1991 року.
Тіссеранів параметр щодо Юпітера — 3,427.